# Лонгомозо (Болцано)
Лонгомозо је насеље у Италији у округу Болцано, региону Трентино-Јужни Тирол.
Према процени из 2011. у насељу је живело 144 становника. Насеље се налази на надморској висини од 1146 м.